# KWC 1–2
Die Dampflokomotiven mit den Nummern KWC 1–2 wurden von der Firma Borsig von der Kleinbahn Wegenstedt–Calvörde für die Bahnstrecke Wegenstedt–Calvörde beschafft. Sie waren die einzigen Lokomotiven der Gesellschaft und kamen nach dem Zweiten Weltkrieg zur Deutschen Reichsbahn. Dort erhielten sie die Betriebsnummern 98 6006–6007. Eine Lokomotive ist nach 1950 an einen Privatbetrieb verkauft worden, die andere blieb bis 1966 bei der Reichsbahn und wurde dann ausgemustert sowie verschrottet.

## Geschichte und Einsatz
1909 beschaffte das Bürgermeisteramt in Calvörde die beiden Lokomotiven, die in der Folge über Jahrzehnte bis 1949 den Gesamtverkehr der als Stummel bezeichneten Strecke abwickelten. Den Krieg überstanden sie schadlos. 1949 mussten beide Lokomotiven auf Anweisung der Vereinigung Volkseigener Betriebe Verkehrswesen in Sachsen-Anhalt zeitweise an private Betriebe auf Mietbasis abgegeben werden. Zeitgleich wurden sie von der Deutschen Reichsbahn übernommen und als 98 6006 und 6007 bezeichnet.
Die ehemalige KWC 2 (98 6007) wurde 1950 an das Glaswerk in Torgau verkauft. Die 98 6006 blieb bei verschiedenen Dienststellen für den Rangierdienst erhalten. 1950 war sie in Halberstadt beheimatet, 1953 in Naumburg und ab 1957 bis zu ihrer Ausmusterung 1966 in Gera. Die Lokomotive ist im selben Jahr noch verschrottet worden.

## Technische Merkmale
Die Lokomotiven besaßen einen Blechrahmen, in den ein Wasserkasten eingenietet war. Die Rahmenwangen waren unterhalb des Führerhauses nach oben eingezogen. In den über den Umlauf liegenden Behältern war der Bunker für die Brennstoffe mit 1,1 t Inhalt. Der zweite Radsatz der Treibräder mit dem Durchmesser 1250 mm war angetrieben, der Achsstand betrug 2.700 mm. Die Radkörper bestanden aus Stahlguss, denen die Gegenmassen angegossen wurden. Die Blattfedern der Lokomotiven waren oberhalb von Achslager und Umlaufblech angeordnet. Die Zylinder waren waagerecht am Rahmen angeschraubt, die Heusinger-Steuerung war mit Flachschiebern einer Sonderbauart ausgestattet.
Der Kessel mit einem Betriebsdruck von 12 bar lag frei über dem Rahmen. Der Langkessel bestand aus zwei Schüssen; der vordere trug vorn einen großen Dampfdom mit Flachschieberregler, der hintere den runden Sandkasten. Der Stehkessel besaß eine halbrund gewölbte Decke und nahm die Feuerbüchse aus Kupfer auf. Der Rost war fast quadratisch und leicht in der Waagerechten geneigt. Am Führerhaus waren die Sicherheitsventile der Bauart  Ramsbotton angebracht. Die Rauchkammer trug einen langen, konischen Schornstein aus zwei Teilen, die miteinander verschraubt waren und hatte den gleichen Durchmesser wie der Langkessel. Gespeist wurde der Kessel von zwei Strahlpumpen der Bauart Strube, sie waren in Kesselmitte auf Höhe des Dampfdomes angeordnet.
Die Lokomotive besaßen ursprünglich nur eine Wurfhebelbremse, die indirekte Bremse Bauart Knorr wurde in den 1920er Jahren nachgerüstet. Die Radsätze wurden einseitig abgebremst. Der Sandstreuer war handbetätigt und sandete die erste Achse von vorn und die zweite von hinten. Zur Signalgebung war eine Dampfläutewerk der Bauart Latowski vorhanden, es war auf einer Konsole am Schornstein angebracht. Zusätzlich war eine auf dem Führerhausdach platzierte Dampfpfeife vorhanden. Die ursprüngliche Petroleumbeleuchtung wurde bei der DR durch eine elektrische ersetzt.